# ویلیام گاروی
ویلیام گاروی (انگلیسی: Bill Garvey؛ زادهٔ ۱۸۸۸) بازیکن فوتبال است.
از باشگاه‌هایی که در آن بازی کرده‌است می‌توان به باشگاه فوتبال فولام اشاره کرد.